# Campana, Kalabrien
Campana är en ort och kommun i provinsen Cosenza i regionen Kalabrien i Italien. Kommunen hade 1 723 invånare (2017).